# Heistern
Heistern is een plaats in de Duitse gemeente Langerwehe, deelstaat Noordrijn-Westfalen, en telt 990 inwoners (2007).